# Alperen Şengün
Alperen Şengün (Giresun, 25 de julio de 2002) es un baloncestista turco que pertenece a la plantilla de los Houston Rockets de la NBA. Con 2,11 metros de estatura, juega en la posición de pívot.

## Trayectoria deportiva

### Turquía
Después de su descubrimiento por el entrenador Ahmet Gürgen durante un festival deportivo juvenil, Şengün se mudó en 2014 de Giresun a Bandırma, para unirse a los equipos juveniles del club turco entonces denominado Bandırma Banvit. En la temporada 2018-19 debutó en el equipo filial de la TBL, el Bandırma Kırmızı, donde jugó una temporada en la que promedió 10,8 puntos y 6,8 rebotes por partido.
La temporada siguiente ya ascendió al primer equipo, el Bandırma B.İ.K. de la BSL, donde tuvo menos protagonismo, promediando 5,5 puntos y 3,5 rebotes por partido.
En agosto de 2020, Şengün firmó un contrato de tres años con el club turco Beşiktaş. Allí completó una excelente temporada, promediando 19,0 puntos, 8,7 rebotes, 2,7 asistencias, 1,6 tapones y 1,3 robos de balón por partido, siendo elegido jugador del mes en cinco de los seis meses que duró la competición, y consecuentemente, el 12 de mayo fue elegido MVP de la liga. Ese mismo día anunció su intención de presentarse al draft de la NBA.

### NBA
Fue elegido en la decimosexta posición del Draft de la NBA de 2021 por los Oklahoma City Thunder, quienes lo traspasaron a los Houston Rockets a cambio de dos futuras primeras rondas del draft. El 7 de agosto firmó contrato con los Rockets. El 8 de agosto de 2021, hizo su debut en la liga de verano con una victoria por 84-76 contra los Cleveland Cavaliers, donde consiguió 15 puntos, 15 rebotes, cuatro tapones, tres asistencias y un robo en 27 minutos de juego.
En su segunda temporada, tras la lesión de Bruno Fernando, accedió al puesto de pívot titular. El 26 de noviembre de 2022 consiguió 21 puntos y siete asistencias junto con 19 rebotes, el máximo de su carrera, en la victoria por 118-105 contra Oklahoma City Thunder. El 6 de diciembre, anotó ocho puntos y rebotes junto con una asistencia en la victoria por 132-123 contra los Philadelphia 76ers, convirtiéndose en el pívot más joven a los 20 años y 133 días en registrar 1.000 puntos y 200 asistencias, superando el récord de Brad Daugherty a los 21 años y 153 días junto con Alvan Adams, Bam Adebayo y Nikola Jokić. El 11 de enero de 2023 logró el primer triple-doble de su carrera con 10 puntos, 10 rebotes y 10 asistencias en la derrota por 135-115 ante los Sacramento Kings. También se convirtió en el jugador más joven en la historia de los Rockets en registrar un triple-doble en un partido. El 16 de enero, anotó 33 puntos, el máximo de su carrera hasta ese momento, junto con 15 rebotes, 6 asistencias y 4 tapones, en la derrota por 140-132 ante Los Angeles Lakers. También se convirtió en el jugador más joven en la historia de los Rockets en registrar al menos 30 puntos y 10 rebotes en un partido, rompiendo el récord de Hakeem Olajuwon en 1984. Posteriormente se convirtió en el pívot más joven en la historia de la NBA en registrar al menos 30 puntos, 15 rebotes y cinco asistencias en un partido, superando el récord de Shaquille O'Neal en 1993. El 25 de enero, registró el segundo triple-doble de su carrera con 21 puntos, 11 rebotes y 10 asistencias en la derrota por 108-103 ante los Washington Wizards. También se convirtió en el pívot más joven en la historia de la NBA en registrar múltiples triples-dobles antes de cumplir 21 años. Consiguió un récord personal de la temporada de 21 rebotes además de 14 puntos en una victoria contra los Charlotte Hornets el 7 de abril. Registró la mayor cantidad de asistencias por partido para un pívot de 20 años o menos, superando su propio récord de la temporada anterior y a Chris Webber, DeMarcus Cousins y Jokić.

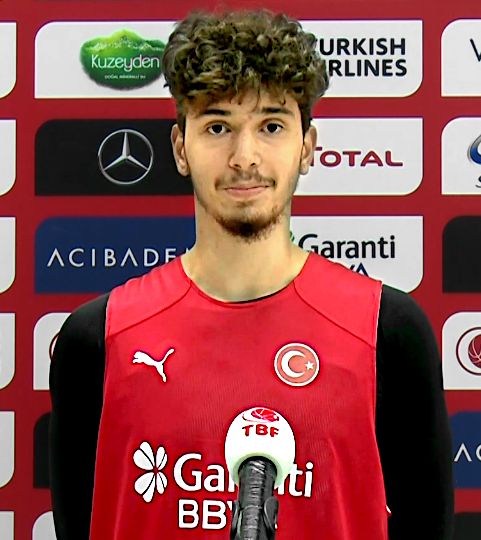
Şengün con la selección turca en 2020

Durante su tercera temporada en Houston, el 23 de diciembre de 2023 ante New Orleans Pelicans anotó 37 puntos, su mejor anotación hasta ese momento. El 5 de marzo de 2024 ante San Antonio Spurs, hizo su mejor encuentro en la NBA, al conseguir 45 puntos y 16 rebotes, además de 5 robos.
En octubre de 2024 acuerda una extensión de contrato con los Rockets por cinco años y $185 millones. A finales de enero de 2025 se anunció su participación como reserva en el All-Star Game, siendo la primera nominación de su carrera.

### Selección nacional
En septiembre de 2022 disputó con el combinado absoluto turco el EuroBasket 2022, finalizando en décima posición. Fue el mejor jugador del equipo, liderando al mismo en puntos (16,8 por partido) y rebotes (8,2 por partido). Şengün y Turquía fueron eliminados en octavos de final tras perder ante Francia en la prórroga.

## Estadísticas de su carrera en la NBA

### Temporada regular
| Año      | Equipo   | PJ  | PT  | MPP  | %TC   | %3P  | %TL  | RPP  | APP | ROB | TPP | PPP  |
| -------- | -------- | --- | --- | ---- | ----- | ---- | ---- | ---- | --- | --- | --- | ---- |
| 2021-22  | Houston  | 72  | 13  | 20.7 | .474  | .248 | .711 | 5.5  | 2.6 | .8  | .9  | 9.6  |
| 2022-23  | Houston  | 75  | 72  | 28.9 | .553  | .333 | .715 | 9.0  | 3.9 | .9  | .9  | 14.8 |
| 2023-24  | Houston  | 63  | 63  | 32.5 | .537  | .297 | .693 | 9.3  | 5.0 | 1.2 | .7  | 21.1 |
| 2024-25  | Houston  | 76  | 76  | 31.5 | .496  | .233 | .692 | 10.3 | 4.9 | 1.1 | .8  | 19.1 |
| Total    | Total    | 286 | 224 | 28.3 | .518  | .272 | .701 | 8.6  | 4.1 | 1.0 | .9  | 16.0 |
| All-Star | All-Star | 1   | 0   | 4.3  | 1.000 | —    | —    | 1.0  | .0  | .0  | .0  | 4.0  |

### Playoffs
| Año   | Equipo  | PJ | PT | MPP  | %TC  | %3P  | %TL  | RPP  | APP | ROB | TPP | PPP  |
| ----- | ------- | -- | -- | ---- | ---- | ---- | ---- | ---- | --- | --- | --- | ---- |
| 2025  | Houston | 7  | 7  | 36.6 | .450 | .375 | .625 | 11.9 | 5.3 | 1.9 | .4  | 20.9 |
| Total | Total   | 7  | 7  | 36.6 | .450 | .375 | .625 | 11.9 | 5.3 | 1.9 | .4  | 20.9 |